# Aptenodytes ridgeni
Az Aptenodytes ridgeni a madarak (Aves) osztályának pingvinalakúak (Sphenisciformes) rendjébe, ezen belül a pingvinfélék (Spheniscidae) családjába és a Spheniscinae alcsaládjába tartozó fosszilis faj.

## Tudnivalók
Az Aptenodytes ridgeni a császárpingvin (Aptenodytes forsteri) és a királypingvin (Aptenodytes patagonicus) fosszilis rokona, mely a pliocén kor idején élt, körülbelül 3 millió évvel ezelőtt. Új-Zéland partvidékein költött. Méretre a két élő faj között helyezkedett el; magassága, körülbelül 90-100 centiméter között volt.
Ezt az őspingvint először 1968-ban fedezték fel, az új-zélandi Canterbury régióban. Felfedezője egy 11 éves iskolásdiák, Alan Ridgen volt. A madár a fajnevét róla kapta.

## Fordítás
- Ez a szócikk részben vagy egészben  az   Aptenodytes ridgeni című angol Wikipédia-szócikk ezen változatának fordításán alapul.  Az eredeti cikk szerkesztőit annak laptörténete sorolja fel. Ez a jelzés csupán a megfogalmazás eredetét és a szerzői jogokat jelzi, nem szolgál a cikkben szereplő információk forrásmegjelöléseként.